# Anthony F. Tauriello

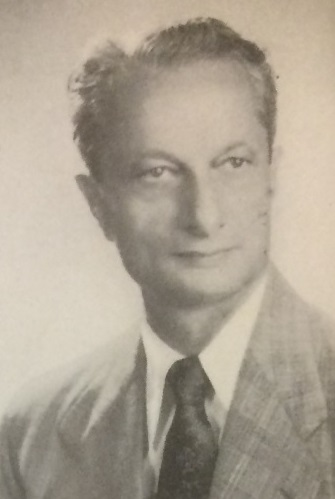
Anthony F. Tauriello, 1949

Anthony Francis Tauriello (* 14. August 1899 in Buffalo, New York; † 21. Dezember 1983 ebenda) war ein US-amerikanischer Politiker. Zwischen 1949 und 1951 vertrat er den Bundesstaat New York  im US-Repräsentantenhaus.

## Werdegang
Anthony Tauriello besuchte die öffentlichen Schulen seiner Heimat. Nach einem anschließenden Jurastudium an der Cumberland University in Lebanon (Tennessee) und seiner 1929 erfolgten Zulassung als Rechtsanwalt begann er in Nashville in diesem Beruf zu arbeiten. Später kehrte er in den Staat New York zurück. Zwischen 1933 und 1937 gehörte er dem Bezirksrat im Erie County an; von 1938 bis 1941 saß er im Stadtrat von Buffalo. Anschließend war er in dieser Stadt bis 1945 stellvertretender Kämmerer. In den Jahren 1946 und 1947 arbeitete er hintereinander für die Reconstruction Finance Corporation und die War Assets Administration. 1948 wurde er erneut in den Stadtrat von Buffalo gewählt. Politisch war er Mitglied der Demokratischen Partei. Im Juni 1936 nahm er als Delegierter an der Democratic National Convention in Philadelphia teil, auf der Präsident Franklin D. Roosevelt zur Wiederwahl nominiert wurde.
Bei den Kongresswahlen des Jahres 1948 wurde Tauriello im 43. Wahlbezirk von New York in das US-Repräsentantenhaus in Washington, D.C. gewählt, wo er am 3. Januar 1949 die Nachfolge des Republikaners Edward J. Elsaesser antrat. Da er im Jahr 1950 nicht bestätigt wurde, konnte er bis zum 3. Januar 1951 nur eine Legislaturperiode im Kongress absolvieren. Diese war von den Ereignissen des beginnenden Kalten Krieges geprägt.
Nach dem Ende seiner Zeit im US-Repräsentantenhaus arbeitete Anthony Tauriello als Verkäufer von alkoholischen Getränken. Im Jahr 1952 strebte er erfolglos seine Rückkehr in den Kongress an. Zwischen 1954 und 1957 saß er nochmals im Stadtrat von Buffalo. Von 1961 bis 1973 war er für die Buffalo Municipal Housing Authority tätig. Er starb am 21. Dezember 1983 in Buffalo, wo er auch beigesetzt wurde.